# (41504) 2000 QY148
2000 كيو واي 148 (ويعرف أيضًا باسم (41504) 2000 كيو واي 148 وفق تسمية الكوكب الصغير) (بالإنجليزية: 2000 QY148)‏ هو كويكب ضمن حزام الكويكبات؛ وترتيبه 41504 من حيث الاكتشاف.
اكتُشف هذا الجُرم الفلكي بواسطة روبرت إتش ماكنوت في 29 أغسطس 2000.

## وصلات خارجية
- (41504) 2000 QY148 في قاعدة بيانات مختبر الدفع النفاث لأجرام النظام الشمسي الصغيرة

- الاكتشاف · مخطط المدار ·  العناصر المدارية · المعلمات المادية

- (41504) 2000 QY148 على موقع ويكي سكاي: DSS2, SDSS, GALEX, IRAS, Hydrogen α, X-Ray, Astrophoto, Sky Map, Articles and images